# 马萨·佩尔蒂莱
马萨·佩尔蒂莱（芬蘭語：Masa Perttilä，1896年1月21日—1968年5月12日），芬兰男子摔跤运动员。他曾代表芬兰参加1920年夏季奥林匹克运动会摔跤比赛，获得男子古典式中量级铜牌。